# Cryphia cyanea
Cryphia cyanea är en fjärilsart som beskrevs av Charles Boursin 1969. Cryphia cyanea ingår i släktet Cryphia och familjen nattflyn. Inga underarter finns listade i Catalogue of Life.